# Robert i Bertrand
Pour plus de détails, voir Fiche technique et Distribution.
Robert i Bertrand (littéralement « Robert et Bertrand ») est un film polonais, d'après une nouvelle de Johann Nestroy, réalisé par Mieczysław Krawicz, et sorti en 1938.

## Synopsis
Inconnu.

## Fiche technique
- Titre original : Robert i Bertrand
- Réalisation : Mieczysław Krawicz
- Scénario : Jan Fethke
Napoleon Sądek
- Société de Production :
- Musique : Henryk Wars
- Photographie : Stanisław Lipiński
- Montage :
- Costumes :
- Pays d'origine : Pologne
- Format :
- Genre :
- Durée :
- Date de sortie : 
  - Pologne : 12 janvier 1938

## Distribution
- Helena Grossówna : Irena
- Eugeniusz Bodo : Bertrand
- Adolf Dymsza : Robert
- Mieczysława Ćwiklińska
- Antoni Fertner : Ippel, le père d'Irena
- Michał Znicz : le baron Dobkiewicz
- Józef Orwid
- Julian Krzewiński
- Feliks Żukowski : le jeune homme
- Henryk Małkowski
- Edmund Minowicz
- Wincenty Łoskot